# Серогорлый никатор
Серогорлый никатор (лат. Nicator chloris) — вид певчих птиц из семейства Nicatoridae.

## Распространение
Вид распространён в Западной и Центральной Африке от Сенегала до Уганды. Встречается в лесистой местности.

## Описание
Тело длиной 20—23 см. Самцы весят 48—67 г, самки — 32—51 г. Оперение головы, спины, хвоста и крыльев в основном оливковое, с жёлтыми пятнами на крыльях. Нижняя часть туловища беловатая или светло-серая.

## Образ жизни
Питается насекомыми и другими беспозвоночными. Пищу ищет в кроне деревьев и кустов, на землю спускается редко. Птица создает моногамные пары. Сезон размножения нефиксированный, гнездование может происходить в любой месяц. Гнездо в виде чаши строит среди ветвей деревьев. В кладке 1—2 яйца.